# Universidad Maputo
La Universidad Maputo (en portugués: Universidade Maputo) es una institución pública de educación superior mantenida por el gobierno de Mozambique. Como universidad, fue el primer y único público totalmente dedicado a la formación de docentes en el país. Según el decreto fundador de la institución, su nombre es Universidad de Maputo, pero comúnmente se llama Universidad Pedagógica de Maputo. El nombre de la institución se abrevia a UniMaputo o UM.
UniMaputo tiene su sede y campus principal en Maputo y, hasta 2019, tenía delegaciones en todas las provincias del país, cuando se vio afectado por una amplia reforma administrativa que limitó su competencia a la capital nacional.
En 2007, la Universidad Maputo tenía 31.695 estudiantes y 506 alumnos de clases a distancia. La mayor parte de estos, 31.157 son de tiempo completo con 538 estudiantes a tiempo parcial.[cita requerida]